# Sanghaji gettó

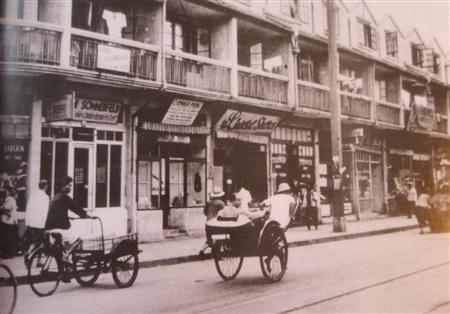
A gettó egyik utcája 1943-ban

A sanghaji gettó (egyszerűsített kínai írással: 上海隔都, pinjin: Shànghǎi gédōu, népszerű magyaros: Sanghaj kotou, Wade–Giles: Shang-hai ko-tou), hivatalos nevén a hontalan menekültek zárt szektora (japánul: 無国籍難民限定地区, hagyományos kínai: 無國籍難民限定地區, egyszerűsített kínai: 无国籍难民限定地区, pinjin: Wú guójí nànmín xiàndìng dìqū, népszerű magyaros: vu kuocsi nanmin hszienting ticsü) egy négyzetmérföldes terület volt a Japán által megszállt Sanghaj Hungkou (Hongkou) kerületében, ahol mintegy 23 000, a németek által megszállt Európából elmenekült zsidót szállásoltak el a második világháború előtt és alatt.
A város legszegényebb és legzsúfoltabb részében telepedtek le a menekültek, akik a helyi és amerikai zsidók adományaiból kaptak szállást, ételt és ruhát. Bár a japán hatóságok egyre inkább növelték a korlátozásokat, a gettót nem vették körül fallal, a helyi kínai lakosság, amelynek életkörülményei gyakran hasonlóan rosszak voltak, nem hagyta el azt.

## Előzmények
Németországban az 1933-as nemzetiszocialista hatalomátvétel után az államilag támogatott antiszemitizmus részeként sor került a nürnbergi törvények elfogadására és a kristálytéjszakára, amik hatására egyre több zsidó akarta elhagyni az országot. Háim Weizmann 1936-os írása szerint „úgy tűnt a világ két részre oszlik: azokra a helyekre, ahol a zsidók nem élhetnek, és azokra, ahová nem léphetnek be.” Ekkor terjedt el a híre annak, hogy Kínában van olyan hely, ahová nem kell vízum a beutazó zsidók számára.
Az 1842-es nankingi szerződés értelmében jött létre Sanghajban a nemzetközi település, amely nem Kína, hanem a nyugati hatalmak igazgatása alatt állt. 1937-ben a második kínai–japán háború sanghaji csatájában Japán elfoglalta a várost, így nem volt szükség vízumra a beutazáshoz. Ekkorra már éltek itt bagdadi zsidók és orosz zsidók is, akik még a cár uralma idején menekültek el a pogromok elől.
A lengyel–litván zsidó közösség sok tagjának Csiune Szugihara kaunasi japán konzul mentette meg az életét, aki állítólag a lengyel hírszerzéssel működött együtt egy nagyobb lengyel–japán együttműködési terv részeként. A menekültek vasúttal keltek át a Szovjetunión egészen Vlagyivosztokig, ahol hajóra szálltak és Kobébe érkeztek. 1940 augusztusa és 1941 júniusa között 2185 zsidó érkezett Japánba ilyen módon. Tadeusz Romer tokiói lengyel nagykövet utazóvízumokat szerzett Japánban, és menekültvízumokat Kanadába, Ausztráliába, Új-Zélandra, Burmába, bevándorlási igazolásokat Palesztinába, valamint bevándorlási vízumokat az Egyesült Államokba és latin-amerikai országokba. Romer 1941. november 1-jén érkezett meg Sanghajba, hogy folytassa zsidómentő munkáját. Ho Feng-san (Ho Feng-Shan) bécsi főkonzul szintén vízumokat bocsátott ki 1938 és 1940 között, felettese, a berlini nagykövet tiltása ellenére.

## Askenázi zsidók érkezése
Az első német menekültek – huszonhat család, köztük öt jól ismert orvos – 1933 novemberében érkeztek meg. 1934 tavaszára nyolcvan orvos, sebész és fogász menekült Kínába. 1938. augusztus 15-én érkeztek meg az Anschluss utáni első menekültek egy olasz hajón. A tömeges menekülésre a kristályéjszaka után került sor. A hajón vagy szárazföldön érkező menekültek száma 1938-ban 1374, 1939-ben 12 089, 1940-ben 1988 és 1941-ben 4000 fő volt. 1939–40-ben Lloyd Triestino több ezer német, osztrák és cseh menekültet szállított Sanghajba, 1941-ben pedig ezer litván zsidót is. Köztük a miri jesiva összes tanszéke is kitelepült, mintegy 400 tanárral és diákkal, akik Csiune japán konzultól kaptak vízumot. A japán hatóságok 1941 novemberére a teljes csoportot és a többi csoport nagy részét a sanghaji gettóba telepítették át. A decemberi Pearl Harbor elleni japán támadásig mintegy 18 000 németországi, ausztriai és lengyelországi zsidó menekült érkezett Sanghajba.
A nagyon szükséges segítséget nyújtó Európai Menekültek Nemzetközi Bizottságát Victor Sassoon és Komor Pál magyar üzletember hozták létre, míg Horace Kadoorie megalapította a Michael Speelman irányította Európai Zsidó Menekültek Segítésének Bizottságát. Ezek a szervezetek készítették elő a menekültek elszállásolását Hungkou (Hongkou) kerületben, ahol ócska lakásokban és egy volt iskolában hat táborban helyezték el őket. A japán megszálló hatóságok hontalanként kezelték a Németországból érkező zsidókat. 1943-ban a menekülteket egy háromnegyed négyzetmérföldes területen zsúfolták össze, ahol sokan „Heimat”-nak vagy „Kis Bécs”-nek nevezett lakásokban éltek együtt.

## Élet a gettóban
A hatóságok nem voltak felkészülve a tömeges bevándorlásra, így az érkező menekültek kemény körülmények közé kerültek az amúgy is szegény kerületben: tízen laktak szobánként, az éhezéshez közel, katasztrofális közegészségüggyel és alacsony foglalkoztatottsággal.
A bagdadi zsidók és később az American Jewish Joint Distribution Committee (JDC) némi segítséget nyújtott az elszállásolási és élelmiszerproblémák megoldásában. A nyelvi korlátok, a kirívó szegénység, a heves járványok és az elszigetelődés ellenére a menekültek képesek voltak egy jól működő közösséget kiépíteni. Virágzott a zsidó kulturális élet: iskolákat alapítottak, újságokat adtak ki, színházi előadások készültek, sportcsapatok edzettek és versenyeztek és a kabarék is sikeresek voltak.
Az Ohel Mose Zsinagóga 1907 óta volt a városi orosz zsidó közösség vallási központja (ma a Shanghai (Sanghaj)i Zsidó Menekültek Múzeuma). 1941 áprilisában egy modern askenázi zsinagóga is épült, amelyet Új Zsinagógának is neveztek.

### Pearl Harbor után (1941–1943)
Miután a japánok megtámadták Pearl Harbort, a gazdag bagdadi zsidókat (akik közül sok brit alattvaló volt) internálták, az amerikai jótékonysági források pedig elapadtak. Mivel a kapcsolat megszűnt az USA-val, a munkanélküliség és infláció növekedni kezdett, és nehéz időszak következett a menekültek számára.
A JDC összekötője, Laura Margolis azzal próbálta stabilizálni a helyzetet, hogy engedélyt szerzett a japán hatóságoktól a pénzgyűjtés folytatására, és segítséget kért az oroszországi zsidóktól, akik 1937 előtt érkeztek a városba, így rájuk nem vonatkoztak az új korlátozások.

### Újabb korlátozások (1943–1945)
A második világháború előrehaladtával a németek nyomást gyakoroltak Japánra, hogy adja ki a zsidó menekülteket számukra. Szemtanúk szerint amikor a japán katonai kormányzó találkozott a zsidók vezetőivel, kíváncsiságból megkérdezte, miért gyűlölik őket a németek annyira. Shimon Sholom Kalish rabbi azt mondta a tolmácsnak: „mondd neki, hogy azért, mert keletiek vagyunk.” A kormányzó halványan elmosolyodott, és később megtagadta a német kérés teljesítését.
1942. november 15-én elfogadták a behatárolt gettó létrehozásának ötletét. 1943. február 18-án jelentették be japán hatóságok a hontalan személyeknek kijelölt terület létrehozását, ahová minden 1937 után érkezett menekültnek át kellett tennie lakóhelyét, illetve vállalkozását három hónapon belül, május 15-ig. A hontalanoknak engedélyt kellett kérniük, hogy rendelkezzenk a tulajdonukról, másoknak a gettóba való beköltözéshez kellett ugyanezt kérniük. Bár a gettó területét nem vette körül fal vagy szögesdrót, kijárási tilalmat rendeltek el, őrjáratoztak az utcákon, az ételt fejadagra adták ki és engedély kellett a be-, illetve kilépéshez.

## A felszabadulás után
A gettót 1945. szeptember 3-án szabadították fel, némi késlekedés után, hogy Csang Kaj-sek hadserege politikai előnyt kovácsolhasson Sanghaj (Shanghai) felszabadításából. Izrael 1948-as megalakítása és Csang polgárháborús veresége után majdnem az összes zsidó elhagyta a gettó területét. 1957-re alig százan maradtak, ma már csak páran élnek itt.
Az izraeli kormány Világ Igaza kitüntetést adományozott Csiune Szugiharának 1985-ben és Ho Feng-san (Ho Feng-Shan)nak 2001-ben.
Az Izrael és Kína közötti diplomáciai kapcsolatok 1992-es felvétele után a zsidók és Sanghaj (Shanghai) közötti kapcsolatot számos módon elismerték. 2007-ben a városban lévő izraeli főkonzulátus 26 izraeli cégtől 660 000 jüan (yuan)t adományozott a gettónak egykor helyt adó negyed közösségi projektjeire, ezzel elismerve a zsidóknak nyújtott menedéket. Az egyedüli zsidó emlékmű a Hungkou (Hongkou) negyedben lévő Housan (Houshan) Parkban található.

## Fordítás
- Ez a szócikk részben vagy egészben  a   Shanghai Ghetto című angol Wikipédia-szócikk ezen változatának fordításán alapul.  Az eredeti cikk szerkesztőit annak laptörténete sorolja fel. Ez a jelzés csupán a megfogalmazás eredetét és a szerzői jogokat jelzi, nem szolgál a cikkben szereplő információk forrásmegjelöléseként.